# Athyrium distentifolium
Athyrium distentifolium là một loài dương xỉ trong họ Athyriaceae. Loài này được Tausch ex Opiz mô tả khoa học đầu tiên năm 1820.